# If-sats

"If–Then–Else" flödesdiagram

Ett nästlat "If–Then–Else" flödesdiagram

En if-sats är en sats i programmering där ett kommando bara utförs om ett villkor är uppfyllt.

## Exempel
Nedan visas ett exempel på en if-sats, i PHP.
```
<?php

$x
=
1
;

if
(
$x
==
1
)
 
{

	
echo
 
"x är lika med ett."
;

}

else
 
if
(
$x
==
2
)
 
{

	
echo
 
"x är lika med två."
;

}

else
 
{

	
echo
 
"x är varken lika med ett eller två."
;
	

}

?>

```

Nedan visas ett exempel på en if-sats, i C.
```
int
 
x
 
=
 
1
;

if
(
x
 
==
 
1
){

  
printf
(
"x är lika med ett."
);

}
else
 
if
(
x
 
==
 
2
){

  
printf
(
"x är lika med två."
);

}
else
{

  
printf
(
"x är varken lika med ett eller två."
);

}

```